# Guang Mingtempel
Guang Mingtempel in Orlando, Florida, Verenigde Staten is de grootste boeddhistische tempel in centraal Florida. Het heeft drie verdiepingen en heeft een oppervlakte van 2800 m². De bouw werd afgerond in 2007 en kostte vijf miljoen dollar om te bouwen. De tempel maakt deel uit van Fo Guang Shan. De tempel is elke dag van 10:30 tot 17:00 geopend en er zijn wekelijks ceremonies/gebedsdiensten in Standaardmandarijn en Engels.